# Baydu
Baydu (morto em 1295), foi o sexto governante da divisão mongol no Irã, o Ilcanato. Ele reinou em 1295.
Após a revolta popular que derrubou seu primo Gaykhatu, se tornou o khan do Ilcanato em 1295. No entanto, seu governo teve vida curta, já que durou apenas 5 meses, até que ser capturado e executado enquanto lutava em uma guerra contra Gazã. Gaykhatu havia sido morto por um grupo de conspiradores liderados por Taghachar, um comandante do exército mongol, que então colocou Baydu no poder. Baydu era considerado descontraído e controlável e, sob ele, o Ilkhanate era dividido entre os co-conspiradores.